# Kazimierz Walewski
Kazimierz Walewski herbu Kolumna – kasztelan spycimierski w latach 1711–1734.
Był członkiem konfederacji generalnej zawiązanej 27 kwietnia 1733 roku na sejmie konwokacyjnym.